# Claw-and-ball

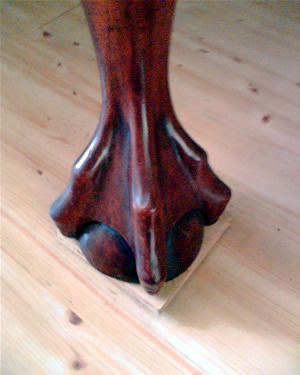
Detail van een antieke kast met clawball poten

De claw-and-ball (ook wel kortweg clawball, ofwel 'klauwbal') is een Engelse aanduiding voor een stijlkenmerk in de meubelbouw.
De clawball bestaat uit een kast-, stoel- of tafelpoot die de vorm heeft van een (vogel)klauw die een halve bol omklemt.
Dit stijlkenmerk stamt waarschijnlijk uit de Chinese mythologie, waar het een drietenige drakenklauw voorstelde die een parel omklemde. Het werd in de 18e eeuw door onder anderen de Nederlandse meubelmakers overgenomen maar met name bekend doordat de Engelse Thomas Chippendale het veelvuldig toepaste in de rococo meubelstijl. De clawball is later veel gekopieerd en komt ook veel voor in onder andere de (Indonesische) koloniale stijl.
Toepassing van natuurfenomenen in de ornamenten van meubels waren overigens geliefd in de rococo. Zo ziet men ook vaak motieven van bladeren, bloemen, (druiven)trosjes en dierenkoppen in deze stijl.